# Campollano
El Parque Empresarial Campollano es el mayor polígono industrial de la ciudad española de Albacete, ubicado en el noroeste de la capital. Es el polígono industrial más grande de Castilla-La Mancha y uno de los más grandes de España.
Cuenta con más de 15 000 empleados; no obstante, cerca de 40 000 personas se encuentran directa o indirectamente relacionadas con el mismo. Ocupa una superficie de cinco millones de metros cuadrados repartidos entre la zona principal (3 648 000 m²), 648 000 m² de la ampliación norte y 700 000 m² de la ampliación sur.

## Situación y accesos
Campollano se sitúa 4,6 km al noroeste del centro de la ciudad, y tiene conexión con las autovías A-31, A-32 y A-30, así como con las carreteras N-430, N-322 y N-320, que junto con unas importantes comunicaciones vía férrea e incluso aéreas a través del Aeropuerto de Albacete, tiene conexión directa a menos de dos horas de un mercado potencial de cerca de 11 millones de habitantes.
En diferentes fases se encuentran las obras de la futura Circunvalación Sur de Albacete, la Autovía del Júcar que comunicará Albacete con Cuenca, y la autovía que comunicará las dos zonas industriales más importantes de la ciudad, Campollano y Romica.

## Transporte
En 2008 se inauguró una línea de autobuses urbanos, la línea D, que comunica el centro de Albacete con el parque empresarial, con una frecuencia de 15 minutos, complementaria con otra línea ya existente con anterioridad, la línea F.

### Autobús
En autobús urbano, el Parque Empresarial Campollano queda conectado mediante las siguientes líneas: 
| Línea | Trayecto                                          | Recorrido | Frecuencia | Paradas                                                    |
| ----- | ------------------------------------------------- | --------- | ---------- | ---------------------------------------------------------- |
|       | Albacete-Campollano                               | Recorrido | 15 minutos | 14, 15, 16, 17, 18, 19, 20, 21, 22, 23, 24, 25, 26, 27, 28 |
|       | Barrio de San Pedro-Parque Empresarial Campollano | Recorrido | 15 minutos | 27, 28, 29, 30, 31, 32, 33, 34, 35, 36                     |

## Historia

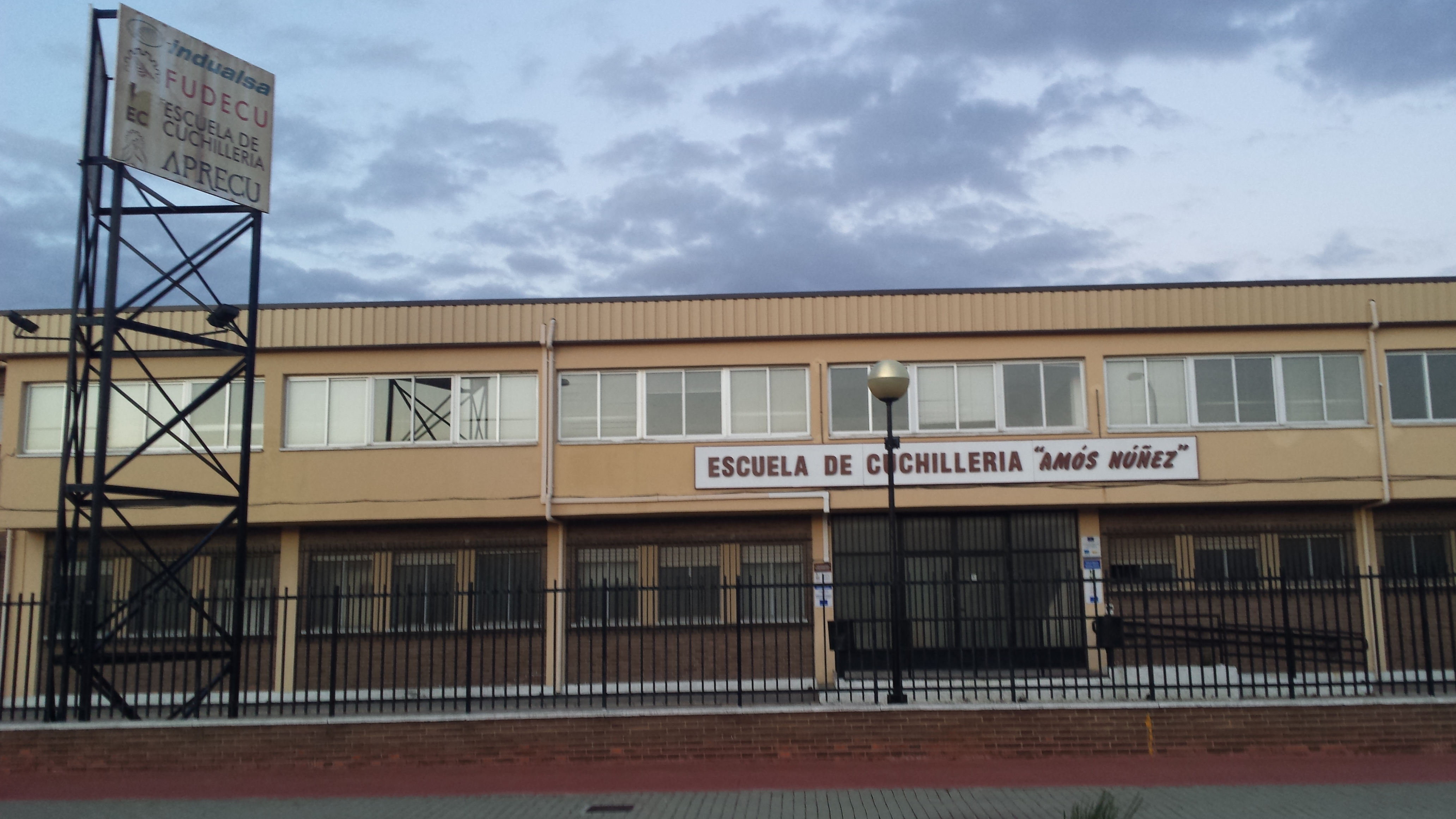
Durante décadas la industria más importante de Albacete fue la cuchillería. En la imagen, la Escuela de Cuchillería de Albacete.

### Los inicios
En los años 1960, la provincia de Albacete estaba sumida en una profunda crisis, debido a que su economía se basaba en la actividad agrícola y ganadera, lo cual provocó unas altas cifras de emigración ante la falta de trabajo y la incipiente mecanización del campo. La industria más importante de la ciudad era la cuchillera, símbolo de identidad de Albacete durante décadas.
En estos años, el albaceteño Ángel García Cuesta fue nombrado delegado sindical en la provincia y comenzó a involucrarse en varios e importantes proyectos, como una red de cooperativas, la Feria Agrícola y Ganadera de Primavera (hoy desaparecida) y la obtención para la Feria de Albacete de la categoría de Feria Nacional Cuchillera, entre otros.
Pero el proyecto más importante era la creación de una zona industrial que potenciase el desarrollo tanto de la ciudad como de toda la provincia, basada en la instalación de industrias transformadoras de las materias primas que entonces había en Albacete, tales como el vino, el azafrán, el ganado o los cereales. En este proyecto varios son los que se interesaron y así el 16 de julio de 1968 se creó la Agrupación de Propietarios y
Urbanizadores, que llegó a contar con más de 6.000 socios que aportaron terreno (los primeros) y dinero (los segundos) para la compra y posterior urbanización de la zona en la que se ubicaría Campollano.
Dentro del proyecto hay dos fechas de vital importancia para el desarrollo del mismo: el 25 de enero de 1969, cuando el Ministerio de la Vivienda aprobó la actuación para crear un polígono industrial en Albacete y la participación de la Asociación Mixta de Compensación, y el 6 de febrero de 1970, día en el que el Consejo de Ministros aprobó la delimitación de Campollano, publicada en el Boletín Oficial del Estado el 24 del mismo mes.
Después de conseguir importantes apoyos a nivel local e incluso nacional, el 5 de mayo de 1970 se constituyó la Asociación Mixta de Compensación, formada por la Agrupación de Propietarios y Urbanizadores (70%), el ayuntamiento (10%, aunque años después reduciría su participación al 2%) y la Gerencia de Urbanización, hoy SEPES (20%). Para un evento de tanta importancia para la provincia, que se desarrolló en el Teatro Circo, se contó con la presencia de los ministros de Vivienda, Vicente Mortes Alfonso, y de Relaciones Sindicales, Enrique García-Ramal.

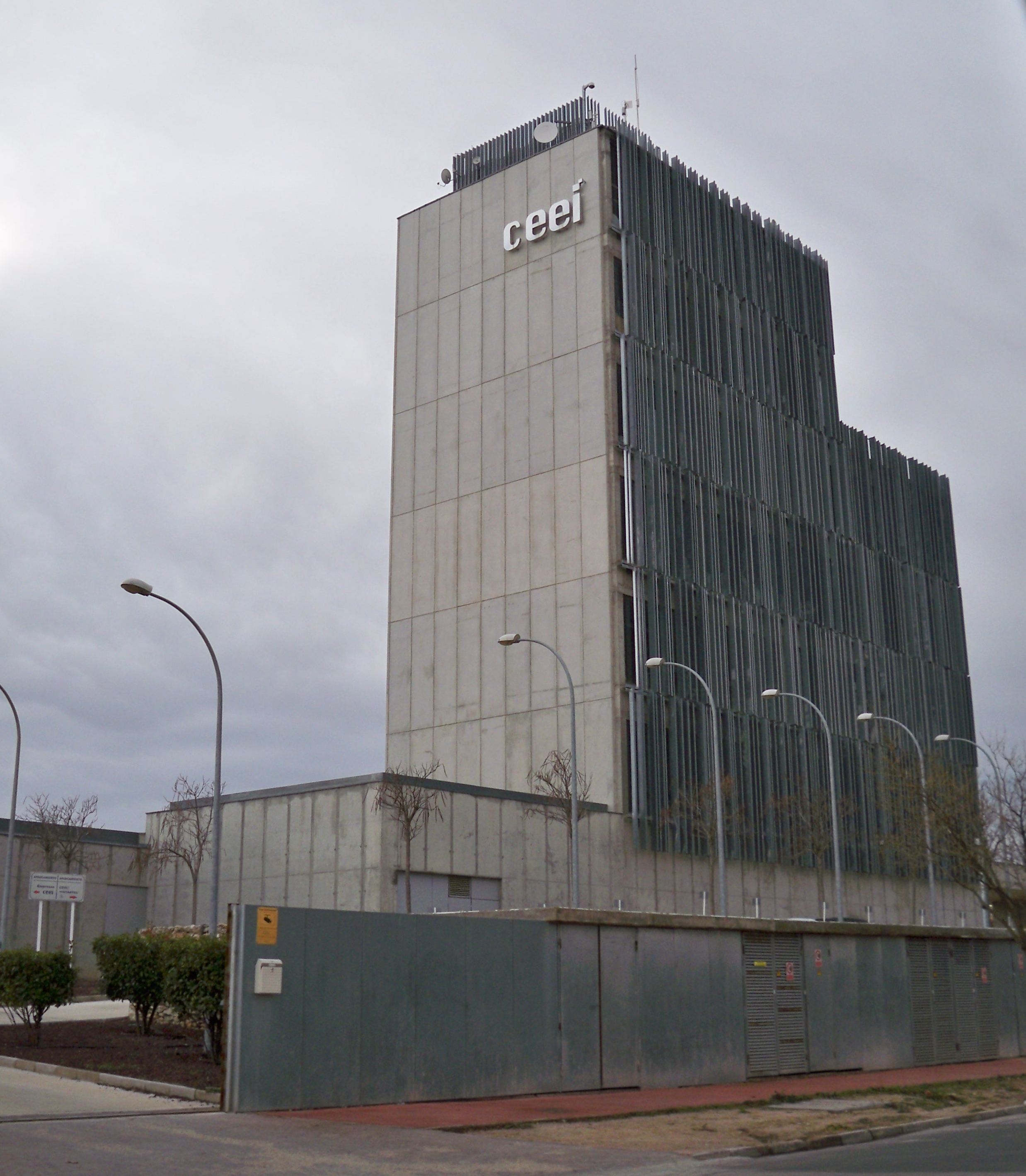
El Centro Europeo de Empresas e Innovación de Albacete tiene su sede en el Parque Empresarial Campollano.

Antes y después de constituirse la Asociación Mixta se realizó un trabajo dificultoso, incluyendo una recepción con Francisco Franco el 6 de febrero de 1970, quien en la misma pronunció la famosa frase de «yo seré el motor que ponga en movimiento a Campollano».
Tras un largo camino, el 27 de febrero de 1971 comenzaron las obras para la urbanización del polígono en los terrenos de Campollano, adjudicándose el primer terreno parcelado el 30 de septiembre del mismo año. Al finalizar esta primera fase, el polígono contaba con una superficie de 156.000 metros cuadrados para 26 industrias, aunque hubo que esperar hasta el 30 de mayo de 1974 para que los entonces príncipes, Juan Carlos y Sofía, procedieran a inaugurar el Polígono Industrial Campollano.
Antes de que se iniciaran las obras, el polígono ya contaba con una empresa instalada, la Cuchillería Arcos, que trasladó en 1967 su factoría.

### Campollano a partir de 1999

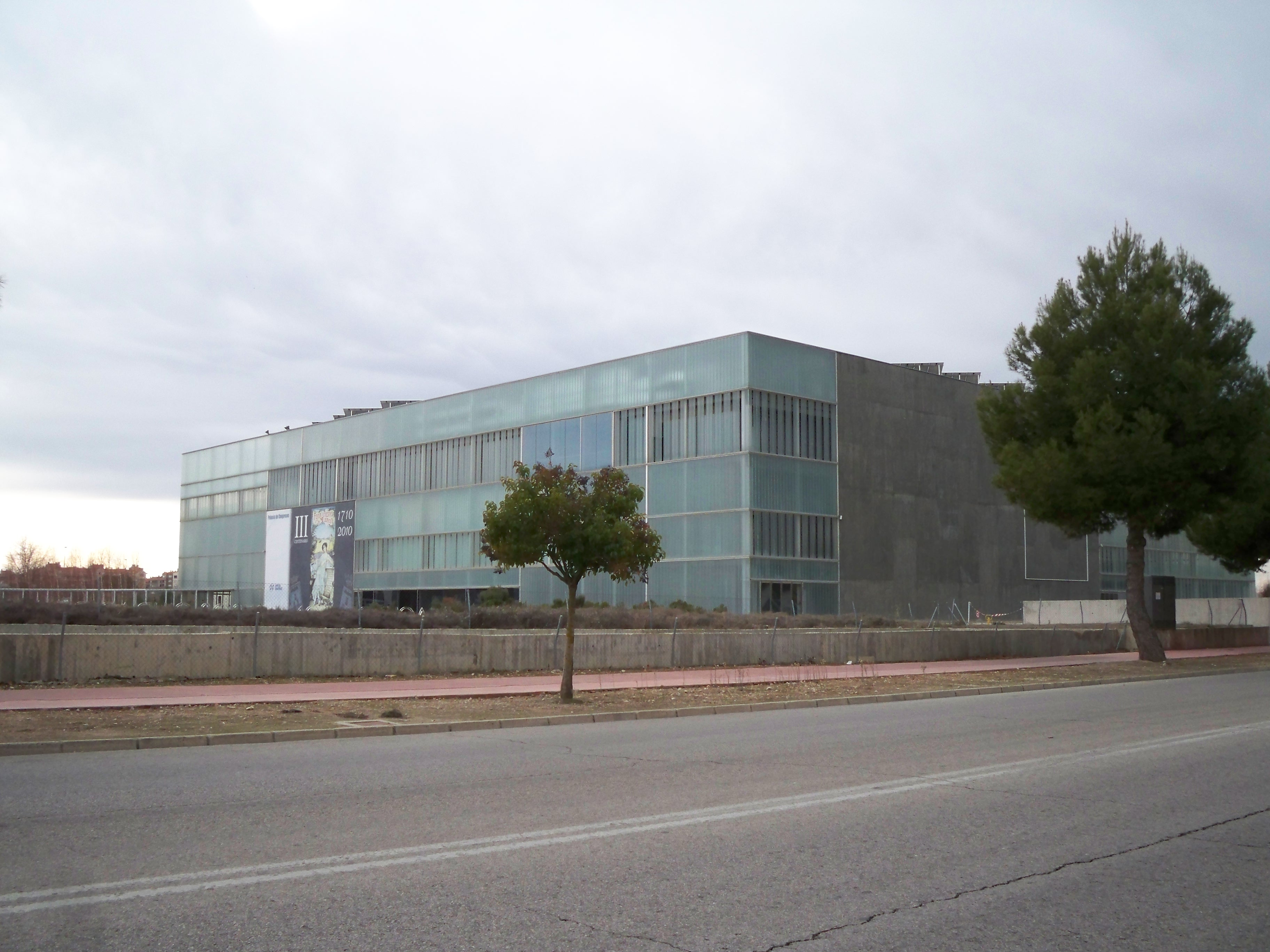
Palacio de Congresos de Albacete

La Asociación Mixta de Compensación concluyó sus trabajos en diciembre de 1998, cuando vendió la última de las parcelas del polígono.
En 1999, y cuando se cumplían 25 años desde su inauguración, este contaba ya con una superficie de tres millones de metros cuadrados cubiertos en su mayor parte y con una ampliación de 648.000 metros cuadrados más que comenzaría años más tarde.
En ese año, eran más de 750 las empresas ubicadas en Campollano que daban trabajo a cerca de 11.000 personas de forma directa, y cerca de 40.000 vivían de una u otra manera relacionados con este.
El 30 de marzo de 1998, el alcalde de Albacete, Juan Garrido Herráez, y el director general de la Sociedad Estatal para la Promoción y Equipamiento del Suelo (SEPES), Ignacio Gómez Cuesta, firmaron un convenio para la ampliación de Campollano, que se materializó en más de 640.000 m² de suelo industrial.

## Equipamiento y servicios

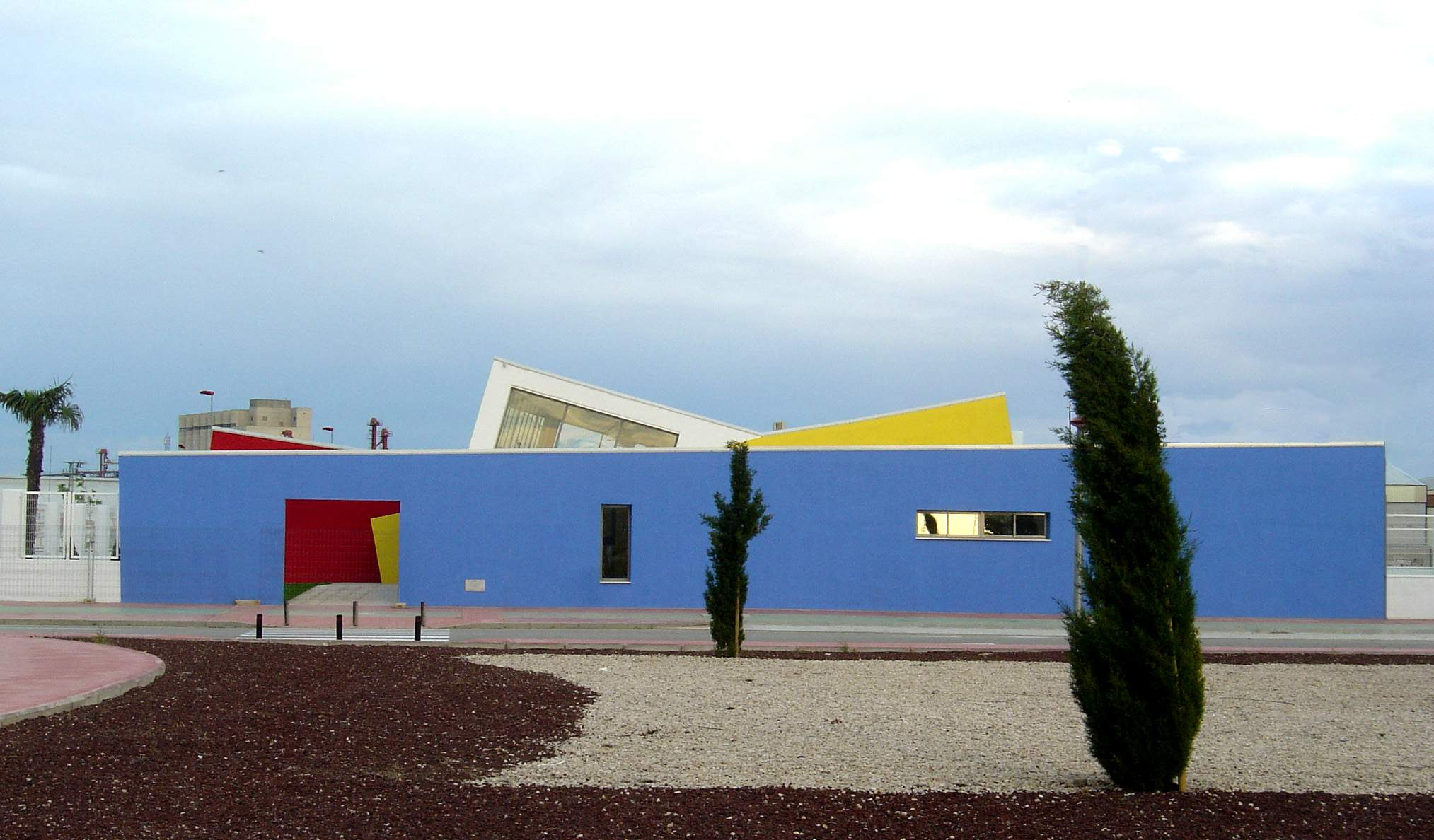
Centro de Atención a la Infancia de Campollano

Campollano dispone de una red interna de carreteras de más de 20 kilómetros, divididas en calles y avenidas. Las calles tienen una anchura de 12 metros, mientras que en las avenidas esta cifra es de 25 metros.
Igualmente, posee un centro cívico de 12.000 metros cuadrados, en el que se encuentran instalados restaurantes, bancos, empresas de servicios y la sede de la Asociación de Empresarios de Campollano (ADECA); un centro de transportes de 20.000 metros cuadrados y amplias zonas verdes.
También existe un punto de atención policial, que proporciona seguridad en todo el complejo empresarial, así como un Centro de Atención a la Infancia (CAI), que fue inaugurado el 24 de septiembre de 2008 cuando el presidente de Castilla-La Mancha José María Barreda abrió oficialmente las puertas del centro.

## Empresas destacadas

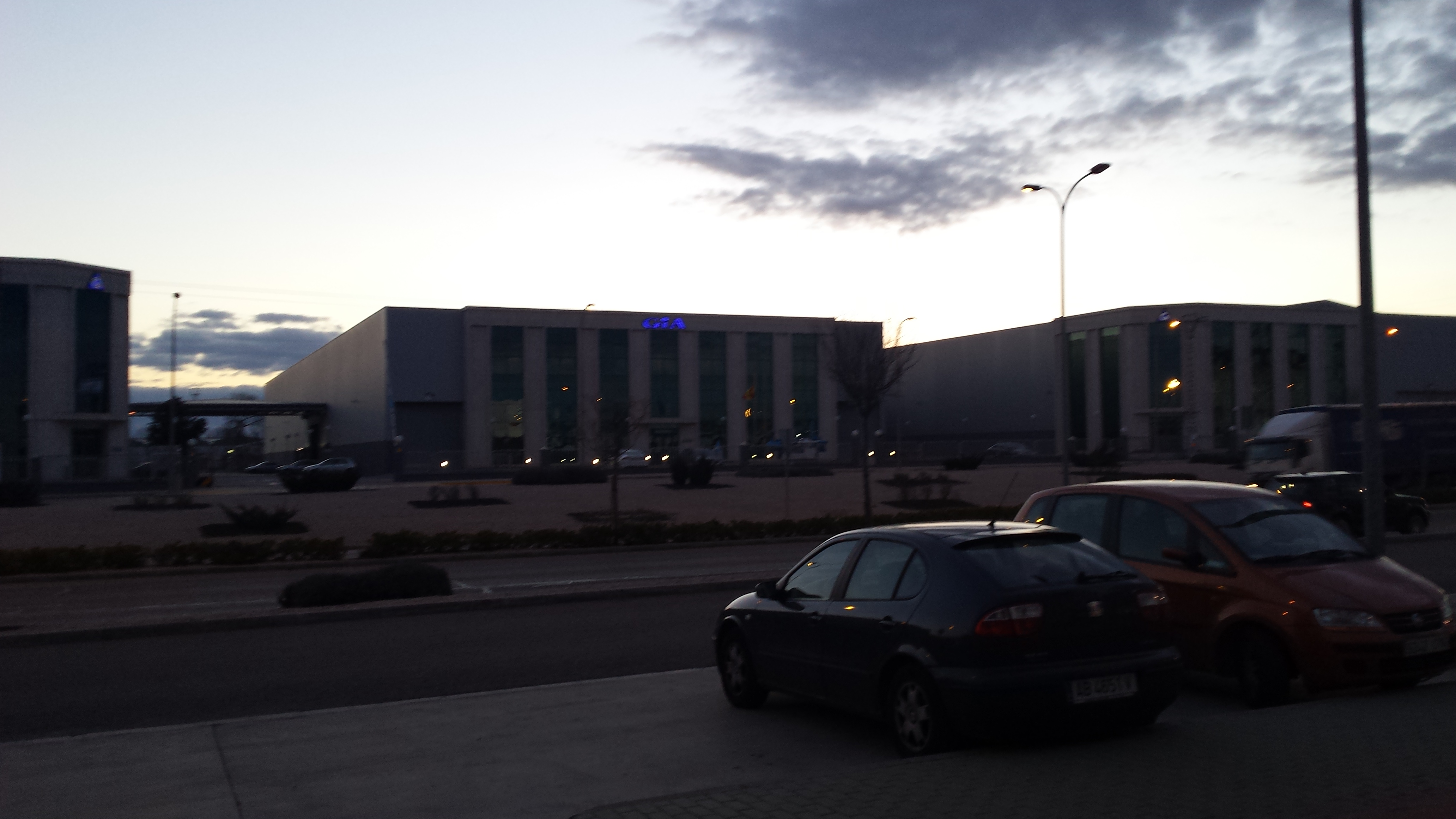
La multinacional Gia es una de las más de 1000 empresas instaladas en Campollano.

Entre las más de 1000 empresas instaladas en Campollano se encuentran:
| - Arcos - Gia - Ajusa - Porcelanosa - Ingeteam - Eiffage - Vinfer - Alcaliber - Decathlon - Mapfre | - Polgri - Matutano - Cervezas Artesanas Quijota - Anigma - Cemex - BSM Europa - ONO - Huntec - Achem Ibérica - DHL | - Solar Bright - Inmodo Solar - Extrual - AGC Glass Europe - Spanesi - Panrico - Bimbo - Cafés Caballo Blanco - Cafés Paquillo - Seur | - IFA - Dulcesol - Azkar - Hefame - Gam - Loxam - Merkamueble - Benibaldo - Horticoalba - Vestas | - Harinas Bufort - STYB - Indra - King Long España - Pinturas Nieto |

## ADECA
ADECA es la Asociación de Empresarios de Campollano, que se constituyó el 14 de noviembre de 1980 con el objetivo de defender los intereses de las empresas ubicadas en el polígono.

## Fundación Campollano
Situada en el centro cívico, en pleno corazón del parque empresarial, la Fundación Campollano es una institución privada que persigue el desarrollo de Albacete y Castilla-La Mancha. Nació en 1999 y sus pilares fundamentales son la asistencia social, la cultura, la investigación y la innovación.